# Itamogi
Itamogi är en kommun i Brasilien.   Den ligger i delstaten Minas Gerais, i den sydöstra delen av landet, 600 km söder om huvudstaden Brasília. Antalet invånare är 10 349.
Omgivningarna runt Itamogi är huvudsakligen savann. Runt Itamogi är det ganska glesbefolkat, med 40 invånare per kvadratkilometer.